# Ампцинг, Самуэль
Самуэль Ампцинг (нидерл. Samuel Ampzing; 24 июня 1590, Харлем — 29 июля 1632, там же) — голландский протестантский священнослужитель, поэт, историк, пурист. Писатель Голландского Золотого века.

## Биография
Сын священника. В 1616 году был рукоположен.
В 1616 году начал в поэтической форме описание истории родного Харлема. Помимо исторической важности его творчества, поэзия С. Ампцинга не считалась вполне лирической, но она поражала своим умелым языковым использованием. Ампзинг заметно отличался от своих современников в выборе слов и яростно противился использованию слов из других языков, таких как латынь и французский, в голландских текстах. Автор считал влияние этих языков пагубным и загрязняющим чистый голландский язык. В качестве предисловия к книге Ампцинг написал диссертацию по голландскому языку, в которой он также писал о правилах риторики; это предисловие также продавалось отдельно в 1628 году под названием «Taelbericht der Nederlandsche spellinge» («Трактат о нидерландском правописании»). Позже он также в конце создал дополнительный «Лавровый венок», посвящённый Лауренсу Янсзону Костеру.
Его поэзия была напечатана и опубликована в 1628 году.

## Избранные произведения
- Bijbel-poezije (1624) (Библия в стихотворной форме)
- Rijm-catechismus (1624) (Катехизис в стихотворной форме)
- Beschrijvinge ende lof der stad Haerlem in Holland: in Rym bearbeyd (1628) (Описание и восхваление города Харлема в Голландии в стихах)
- Taelbericht der Nederlandsche spellinge (1628)
- Eerverdediginge tegen de Arminiaensche grimmigheijd (1629) (Апология против арминианских еретиков)
- Naszousche lauren-kranze (1629) (Лавровый венок)
- Westindische triumphbazuin op de verovering van de zilveren vloot (1629) (Вест-Индия — триумфальная ода разгрому серебряного флота) и др.

## Память
- На южном фасаде церкви Святого Бавона в Харлеме установлен бронзовый бюст Самуэля Ампцинга.